# 兵庫県道49号三田篠山線
兵庫県道49号三田篠山線（ひょうごけんどう49ごう さんだささやません）は、兵庫県三田市から丹波篠山市を結ぶ県道（主要地方道）である。

## 概要
三田市小野の小野バイパスが2005年（平成17年）5月9日開通した
丹波篠山市小枕（国道372号線小枕交差点）から三田市母子までの区間（約5km）、および三田市永沢寺付近から同市乙原までの区間（約5km）は狭隘な区間が続く。いずれも幅は1.5車線から１車線であり、山間部では断続的に離合困難な１車線区間が続く。とくに前者区間のうち丹波篠山･三田市境の峠付近はカーブが急な区間が続き、走行にはとくに注意を要する。また起点付近では琴引峠を越える約1kmの区間はセンターラインのない２車線未満の道幅となる。自動車どうしのすれ違いは可能だが、市内から乙原･小野地区へ向かう主要な道路であることから交通量がやや多く、注意が必要である。

### 路線データ
- 起点：三田市志手原（兵庫県道37号三田後川上線交点）
- 終点：丹波篠山市南新町（南新町交差点、兵庫県道77号篠山山南線交点）
- 総延長：約21.386 km[要出典]

## 歴史
- 1993年（平成5年）5月11日 - 建設省から、県道三田篠山線が三田篠山線として主要地方道に指定される[1]。

## 路線状況

### 重複区間
- 兵庫県道308号曽地中三田線（三田市母子）
- 国道372号（丹波篠山市小枕・小枕交差点 - 丹波篠山市小枕）

## 地理

### 通過する自治体
- 三田市
- 丹波篠山市

### 交差する道路

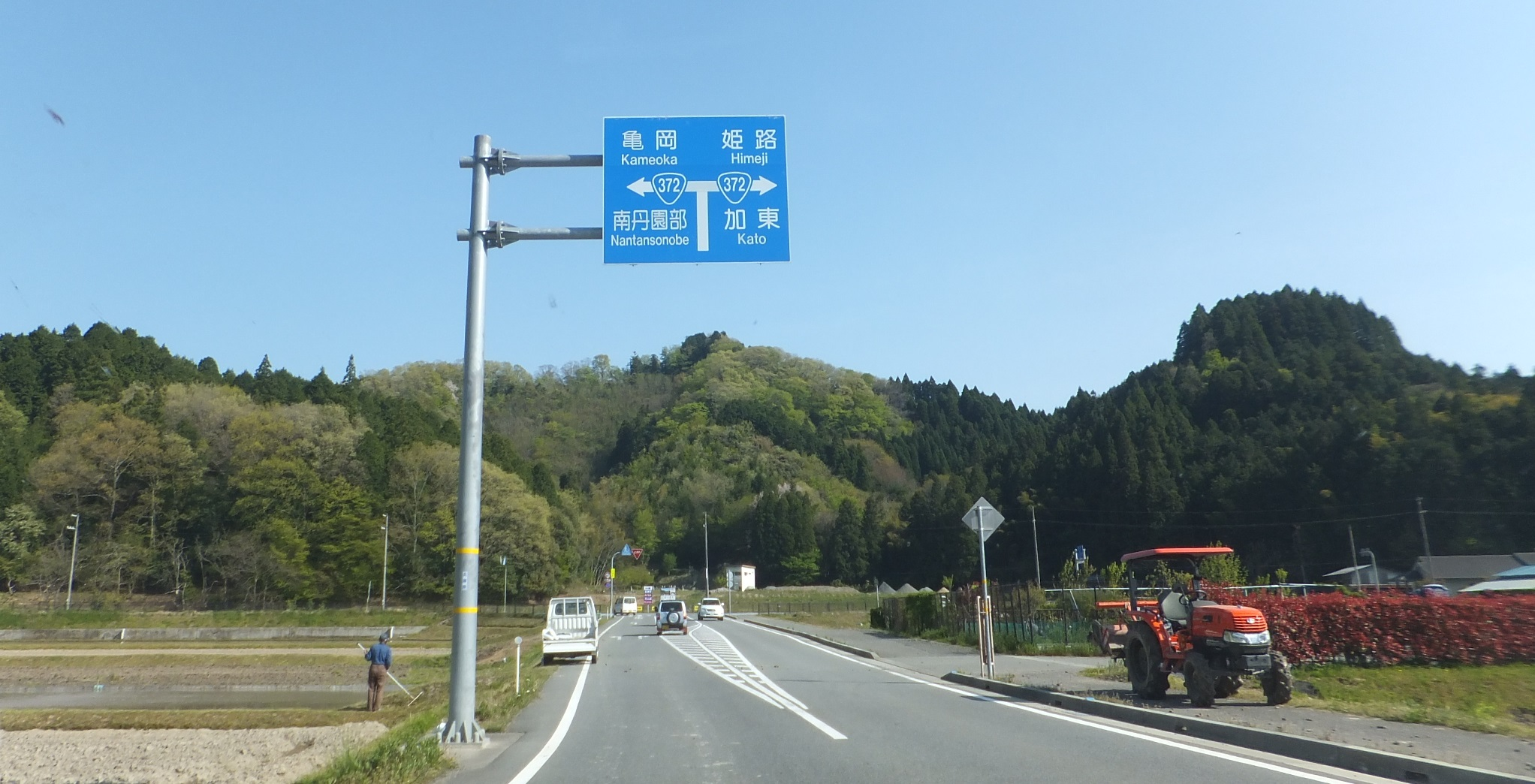
国道372号交点
丹波篠山市小枕

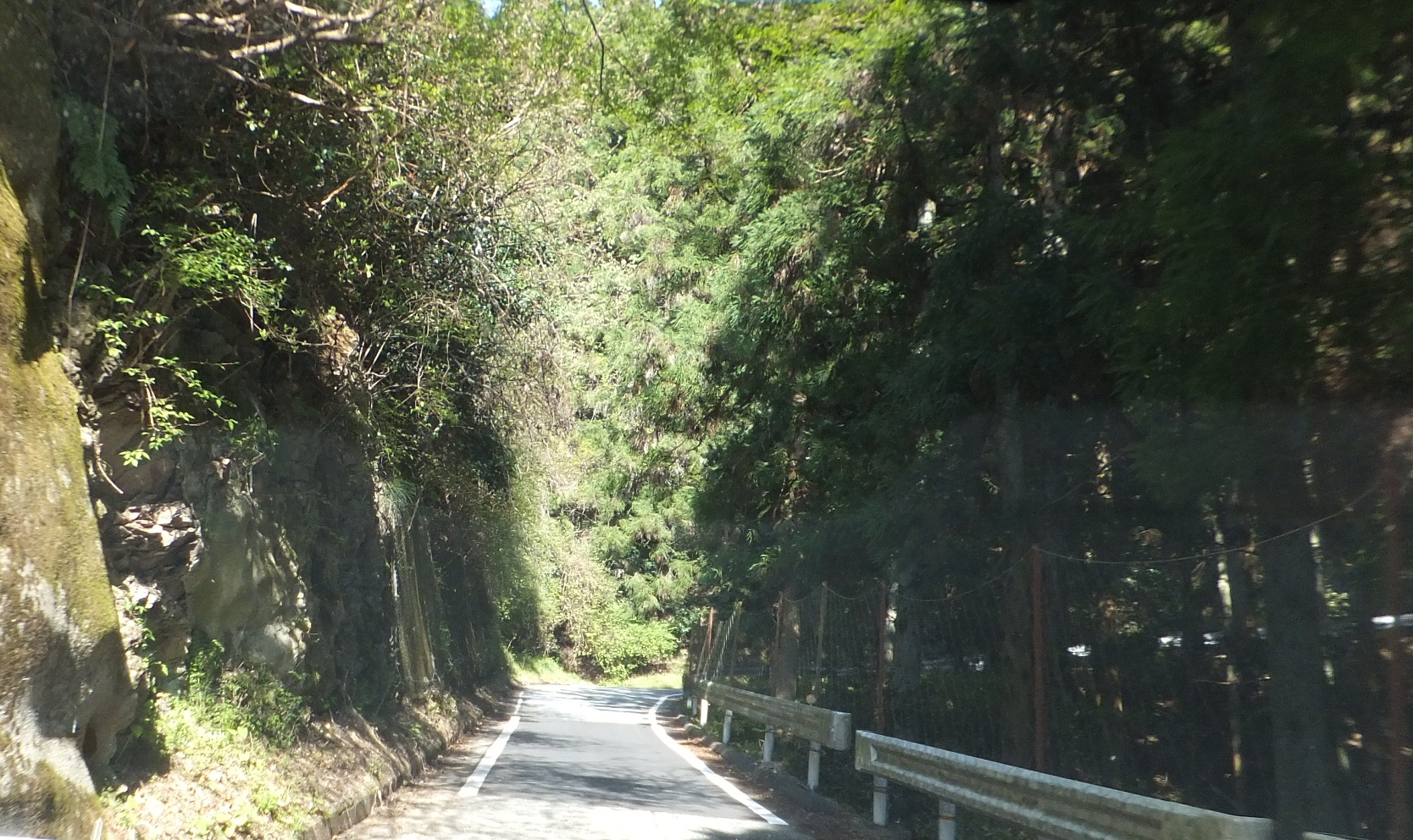
三田市と丹波篠山市の境目付近は坂であり、道が狭い
丹波篠山市小枕

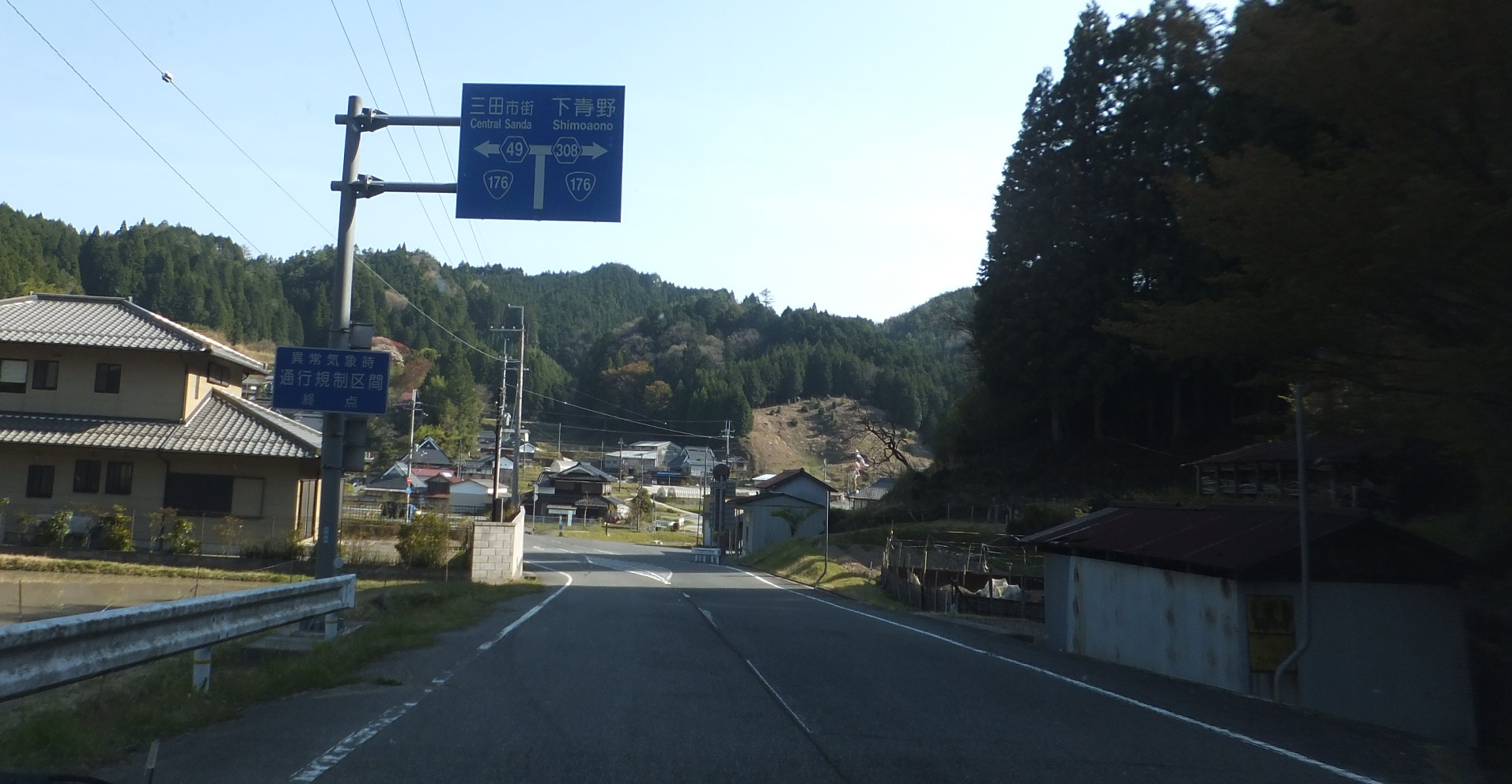
兵庫県道308号曽地中三田線交点
三田市母子

- 兵庫県道37号三田後川上線（三田市志手原、起点）
- 兵庫県道309号福住三田線（三田市小野・小野交差点）
- 兵庫県道308号曽地中三田線（三田市母子）
- 兵庫県道308号曽地中三田線（三田市母子）
- 国道372号（丹波篠山市小枕・小枕交差点）
- 国道372号（丹波篠山市小枕）
- 兵庫県道306号池上杉線（丹波篠山市北・北交差点）
- 兵庫県道77号篠山山南線（丹波篠山市南新町・南新町交差点、終点）

### 沿線にある施設など
- 菩提寺 (三田市)（別名：花山院。西国三十三所 番外）
- 永澤寺（ハナショウブ）